# Cosmianthemum obtusifolium
Cosmianthemum obtusifolium är en akantusväxtart som beskrevs av Cornelis Eliza Bertus Bremekamp. Cosmianthemum obtusifolium ingår i släktet Cosmianthemum och familjen akantusväxter. Inga underarter finns listade i Catalogue of Life.